# Jan Philipp Rabente

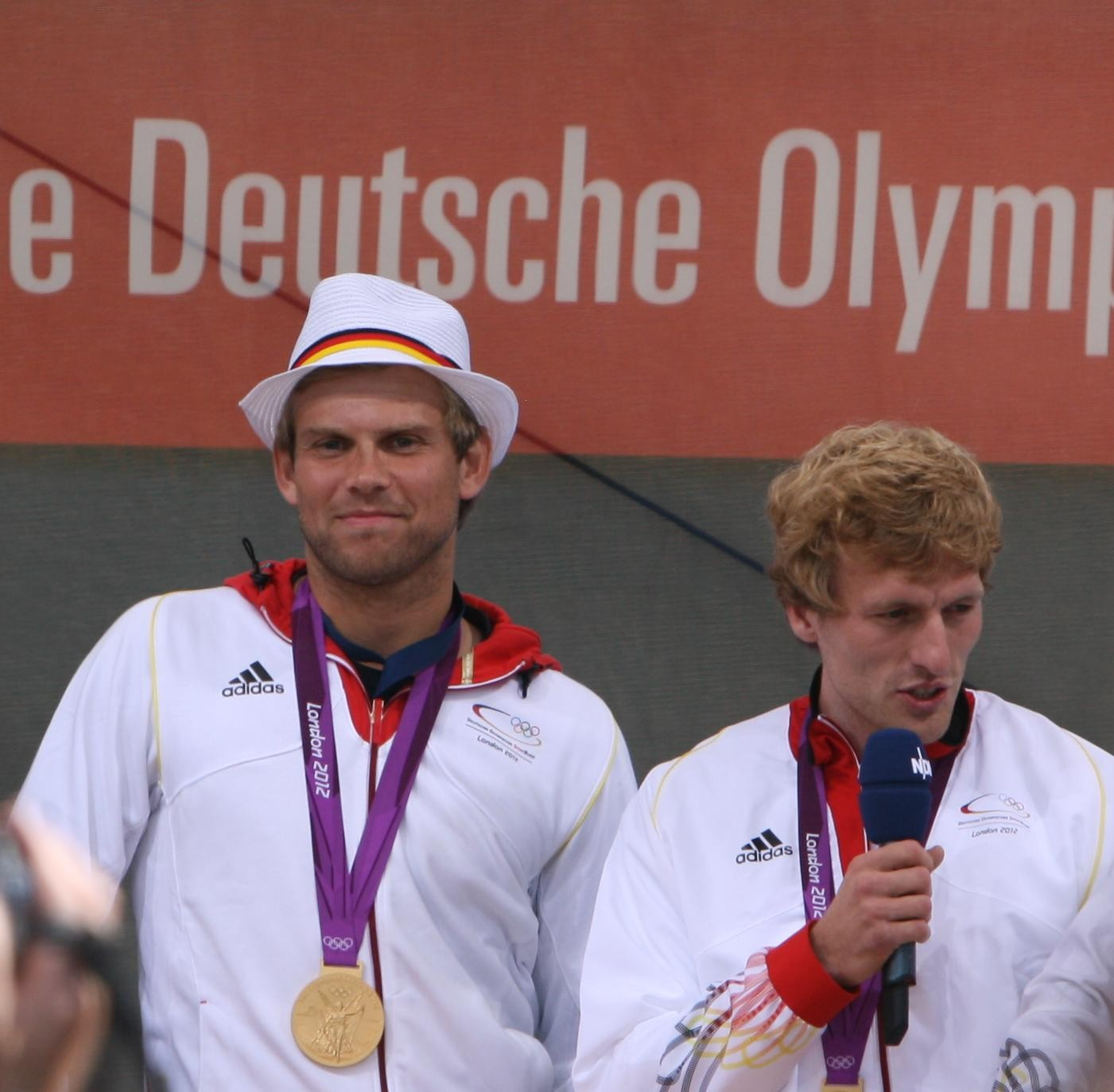
Jan Philipp Rabente (rechts) mit Moritz Fürste, 2012

Jan Philipp Rabente (* 3. Juli 1987 in Essen) ist ein deutscher Hockeyspieler und Olympiasieger.

## Leben
Seit 2002 war Rabente in den Jugendmannschaften des DHB aktiv. 2003 gewann er bei der U16-Europameisterschaft in Barcelona den Titel; 2008 belegte er mit der deutschen Mannschaft den dritten Platz bei der U21-Europameisterschaft. Der Mittelfeldspieler debütierte am 19. August 2005 in der deutschen Hockeynationalmannschaft. Aber erst beim zweiten Platz bei der Europameisterschaft 2009 gehörte er zum Kader bei einer internationalen Meisterschaft, Ende 2009 unterlag er mit der deutschen Mannschaft erst im Finale der Champions Trophy den australischen Gastgebern. Auch im Finale der Weltmeisterschaft 2010 in Neu-Delhi unterlag die deutsche Mannschaft den Australiern.
Bei den Olympischen Spielen in London wurde Jan Philipp Rabente am 11. August 2012 durch einen 2:1-Sieg im Endspiel gegen die Niederlande mit Deutschland Olympiasieger und erzielte dabei beide deutschen Treffer.
Insgesamt bestritt Rabente bislang 90 Länderspiele.(Stand 27. Juli 2013)
Rabente spielte seit Jugendzeiten bei Uhlenhorst Mülheim. Er studiert Wirtschaftswissenschaften. Zur Saison 2013/14 wechselte Rabente zum Uhlenhorster HC nach Hamburg.

## Auszeichnungen
- 2012: Silbernes Lorbeerblatt[1]